# امپریالیسم زبانی

سخنوران بومی و غیربومی انگلیسی در سراسر جهان

فلیپ سان (۱۹۹۲) در واکنش به رویکرد نئو استعماری کشورهای انگلیسی زبان برای احیای سلطه خود در کشورهایی که درگذشته مستعمره بوده‌اند از طریق گسترش و ترویج مدل‌های آموزش زبان انگلیسی، نظریه امپریالیسم زبانی را تبیین کرد. پنی کوک (۱۹۹۴) با رویکردی مشابه مدل‌های آموزش زبان انگلیسی را انعکاس خاستگاه شبه سیاسی طرفداران آن‌ها برمی‌شمارد. از سوی دیگر، مودیانو (۲۰۰۷) معتقد است انگلیسی پیش شرط مشارکت در شمار گسترد ه‌ای از فعالیت‌ها است و تأکید می‌کند دهکده جهانی با پشتوانه انگلیسی در حال شکل‌گیری است.

## مدل جهان‌شمول تدریس زبان انگلیسی

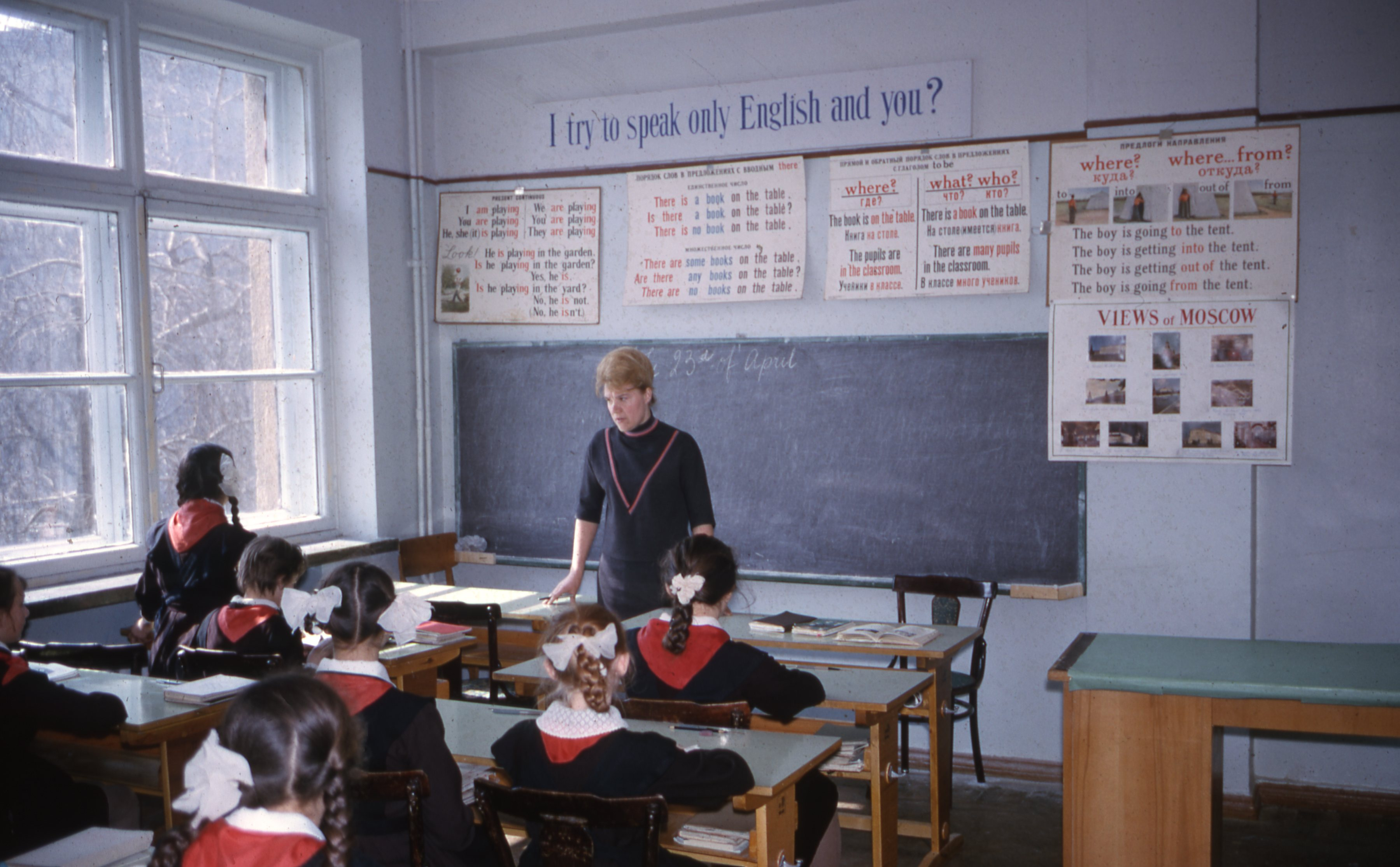
کلاس آموزش زبان انگلیسی در شوروی؛ سال ۱۹۶۴

براون (۲۰۰۲) در مورد تدریس زبان انگلیسی به نکته مهمی اشاره می‌کند، بیش از یکصد سال است که حرفه آموزش زبان در تعقیب ناموفق مدلی واحد و جهان‌شمول برای آموزش زبان است. گزارش‌های تاریخی مملو از مدل‌های آموزش زبان است که یکی پس از دیگری جانشین یکدیگر شده‌اند. فیلپ سان (۱۹۹۲) همچنین به مدل‌های آموزش زبان انگلیسی به مثابه ابزارهای امپریالیسم زبانی می‌نگرد. ریچاردز (۲۰۰۲) می‌گوید استدلال طرفداران نظریه امپریالیسم زبانی این است که آموزش و پرورش و خصوصاً زبان انگلیسی فعالیت‌های خنثی سیاسی نیستند. به بیان دیگر، تسلط به زبان انگلیسی [آن‌طور که ادعا شده] سبب افزایش قدرت و کنترل جمعیت اندک بهره‌مند [از آن] می‌گردد.

## تأثیر فرهنگ بر آموزش زبان خارجی
یکی از جنبه‌های بحث‌برانگیز آموزش و یادگیری زبان انگلیسی که در هزاره سوم میلادی توجه بسیاری از صاحب نظران را معطوف به خود کرده‌است، جنبه‌های هژمونیک زبان انگلیسی است. با وجود این، متأسفانه مطالعات اندکی در خصوص اهداف سلطه جویانه و هژمونیک کشورهای انگلیسی زبان در اشاعه و ترویج زبان در بافتار اجتماعی - سیاسی ایران صورت گرفته‌است. اما در مقابل، در خصوص تأثیر اجتناب ناپذیر فرهنگ بر آموزش زبان خارجی، کتاب‌های متعددی در کشورهای دیگر به چاپ رسیده‌است و همچنان مطالعات در این خصوص ادامه دارد (محسنی و کریمی، ۲۰۱۲).

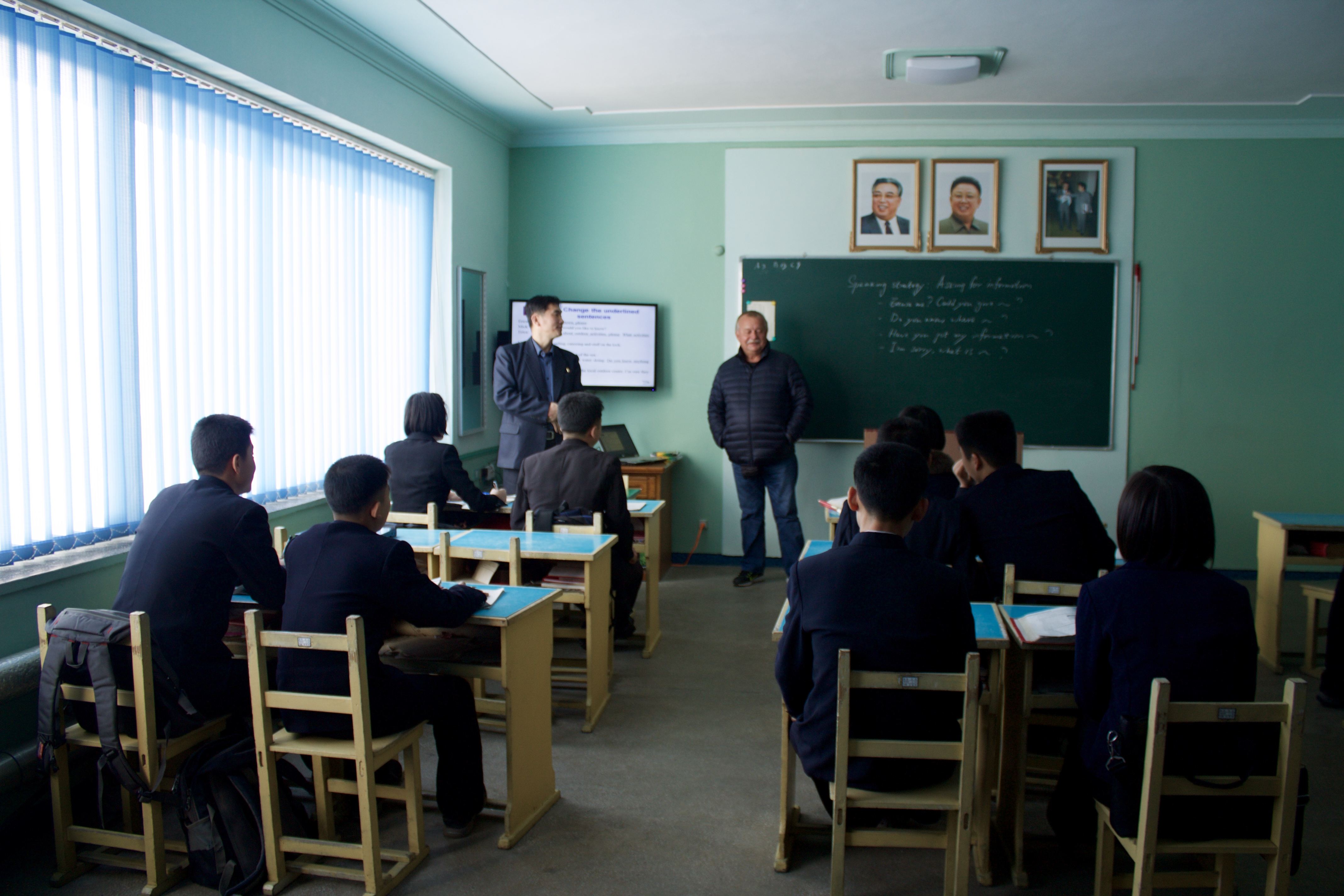
کلاس آموزش زبان انگلیسی در پیونگسونگ، کرهٔ شمالی؛ دسامبر ۲۰۱۶

بسیاری از محققان خارجی نیز در کتاب‌ها و مقالات خود بر تأثیر انکار ناپذیر فرهنگ بر زبان آموزی، عمدتاً بدون اشاره به استفاده‌های امپریالیستی از زبان، تأکید می‌کنند. برای مثال، الی هینکل (۲۰۰۵) می‌نویسد «زبانشناسان کاربردی و معلمان انگلیسی متوجه‌اند که زبان دوم و خارجی را به‌ندرت بشود بدون آگاهی از فرهنگ جامعه‌ای که به آن زبان تکلم می‌کنند، آموخت و تدریس کرد».
در پارادایم متعارف آموزش زبان انگلیسی غالباً گفته می‌شود که آموزش انگلیسی را نمی‌توان از آموزش فرهنگ گویشوران بومی آن زبان جدا کرد (هیدو هوریب، ۲۰۰۸). بر همین اساس بسیاری از معلمان زبان بر وجود رابطه مهم بین زبان و فرهنگ سخنوران بومی و بر لزوم ادغام آن فرهنگ در آموزش زبان تأکید دارند. کراوفورد - لانگ (۱۹۸۴) قاطعانه بیان می‌کند که مطالعه زبان بدون مطالعه فرهنگ سخنوران بومی آن زبان کار عبثی است. با وجود این، بسیاری از مردم گسترش جهانی انگلیسی و کاربرد روزافزون آن را به عنوان زبان میانجی می‌دانند. در بسیاری از کشورهای غیر انگلیسی، زبان انگلیسی به عنوان زبان بین‌المللی و نه زبان انگلو - امریکن آموخته می‌شود. اسمیت (۱۹۸۷) بر این باور است که لزومی ندارد گویشوران غیر بومی انگلیسی را همانند بومی آن زبان بکار برند. اگر این منطق پذیرفته شود، ارتباط مستقیم و معمولی بین زبان انگلیسی و فرهنگ‌های گویشوران بومی، دیگر پیش‌فرض انگاشته نخواهد شد (هیدو هوریب، ۲۰۰۸). اما این به منزله تدریس انگلیسی در خلاء فرهنگی نمی‌باشد. بلکه بر اساس نظر کاچور (۱۹۹۲) انگلیسی بیانگر مجموعه‌ای از فرهنگ‌ها و نه یک دو فرهنگ خاص می‌باشد.

## آیا زبان حائز ویژگی هژمونیک است؟

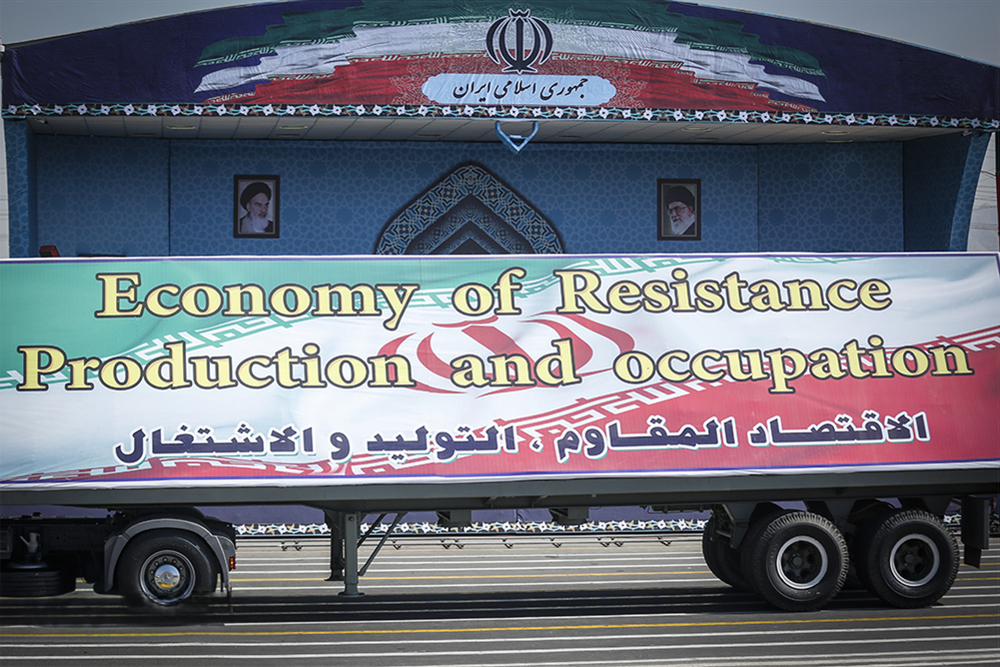
استفاده از متون انگلیسی و عربی در رژهٔ هفتهٔ دفاع مقدس

از سوی دیگر پژوهشگرانی نیز هستند که به تحقیق در مقوله امپریالیسم زبانی از نگاه نقادانه پرداخته‌اند. برای مثال، سورش کاناگاراج (۱۹۹۹) نویسنده سریلانکایی در کتاب مقاومت در برابر امپریالیسم زبانی در آموزش زبان، تلاش کرده‌است معلم‌های زبان را نسبت به جنبه‌های سیاسی و زوایای پنهان آموزش زبان آگاهی دهد. شوهامی (۲۰۰۶) در مورد این زوایای پنهان می‌گوید «روشی است که به موجب آن زبان، با ماهیت شفاف، پویا و سیال برای مقاصد عقیدتی و سیاسی مورد سوء استفاده قرار می‌گیرد.» محمد اکبری (۲۰۰۴) نیز در تحقیقی تحت عنوان امپریالیسم زبانی، دمکراسی زبانی و آموزش زبان، ایده دمکراسی زبانی را مطرح و تأکید کرده‌است کاربران انگلیسی زبان تفاوت‌های فرهنگی و تنوع موجود در گونه‌های متفاوت انگلیسی را بپذیرند. به بیان دیگر، با بهره‌گیری از پدیده دمکراسی زبانی راه برای سوء استفاده‌های امپریالیستی از زبان تا حد امکان مسدود گردد.
اساساً ویدو سان (۱۹۹۸) معتقد است زبان فی نفسه حائز ویژگی هژمونیک نمی‌باشد. وی می‌افزاید اگر زبان دارای قدرت امپریالیستی باشد هیچ‌گاه نمی‌توانیم چنین قدرت ماورای کنترل را به چالش بکشیم. بنابر این، زبان نیست که کنترل هژمونیک دارد، بلکه کاربرانند که از آن به عنوان ابزار هژمونیک استفاده می‌کنند.

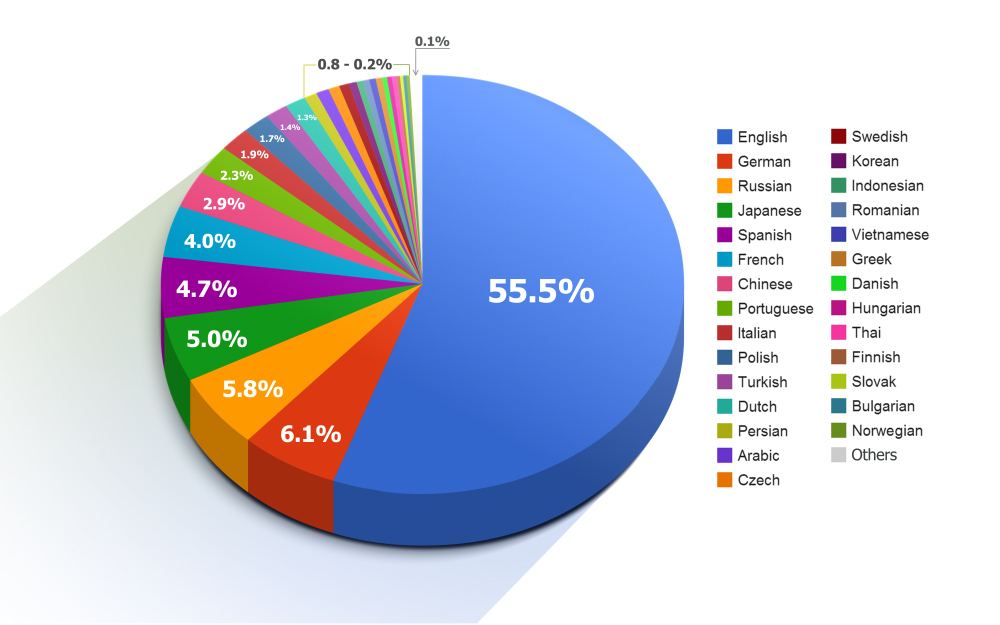
نمودار دایره‌ای از زبان‌های مورد استفاده بر روی اینترنت

بر طبق تعریف تر پان یر (۱۹۹۱) هژمونی چیزی بیش از تفوق صرف یک عنصر بر عنصر دیگر است. به بیان دیگر، عامل پذیرش است که شالوده این مفهوم را می‌سازد. به عنوان مثال، گریبس (۱۹۹۵) چگونگی تبدیل شدن زبان مجله پزشکی مکزیک به انگلیسی را این گونه به تصویر می‌کشد. در وهله نخست، خلاصه مقالات به انگلیسی منتشر و پس از مدتی مقالات نیز برای انتشار به انگلیسی ترجمه می‌شد. سرانجام مسئولان نشریه ویراستاری آمریکایی را برای ویرایش مقالات استخدام کردند و نشریه پس از آن تنها مقالات نوشته شده به انگلیسی را پذیرش می‌کند. گرادول (۱۹۹۷) همچنین پیش‌بینی می‌کند این تغییر زبان در کشورهای دیگر نیز اتفاق بیفتد. بدیهی است تنها در حوزه‌های علمی نیست که این تغییر زبانی بوقوع می‌پیوندد، بلکه در انتشار کتاب به‌طور کلی این روند مشاهده می‌شود. در مقالات دانشگاهی که هر ساله منتشر می‌شوند بیش از ۵۰ درصد از میلیون‌ها مقالات دانشگاهی به انگلیسی نوشته می‌شود که این درصد هر ساله رو به افزایش است (سویلس، ۱۹۸۷). بنابر این، امروزه زبان انگلیسی زبان بلامنازع علوم و فناوری است و نشریات علمی در بسیاری از کشورها به انگلیسی انتشار می‌یابند.

## حوزه‌های بین‌المللی زبان انگلیسی از نظر گرادول

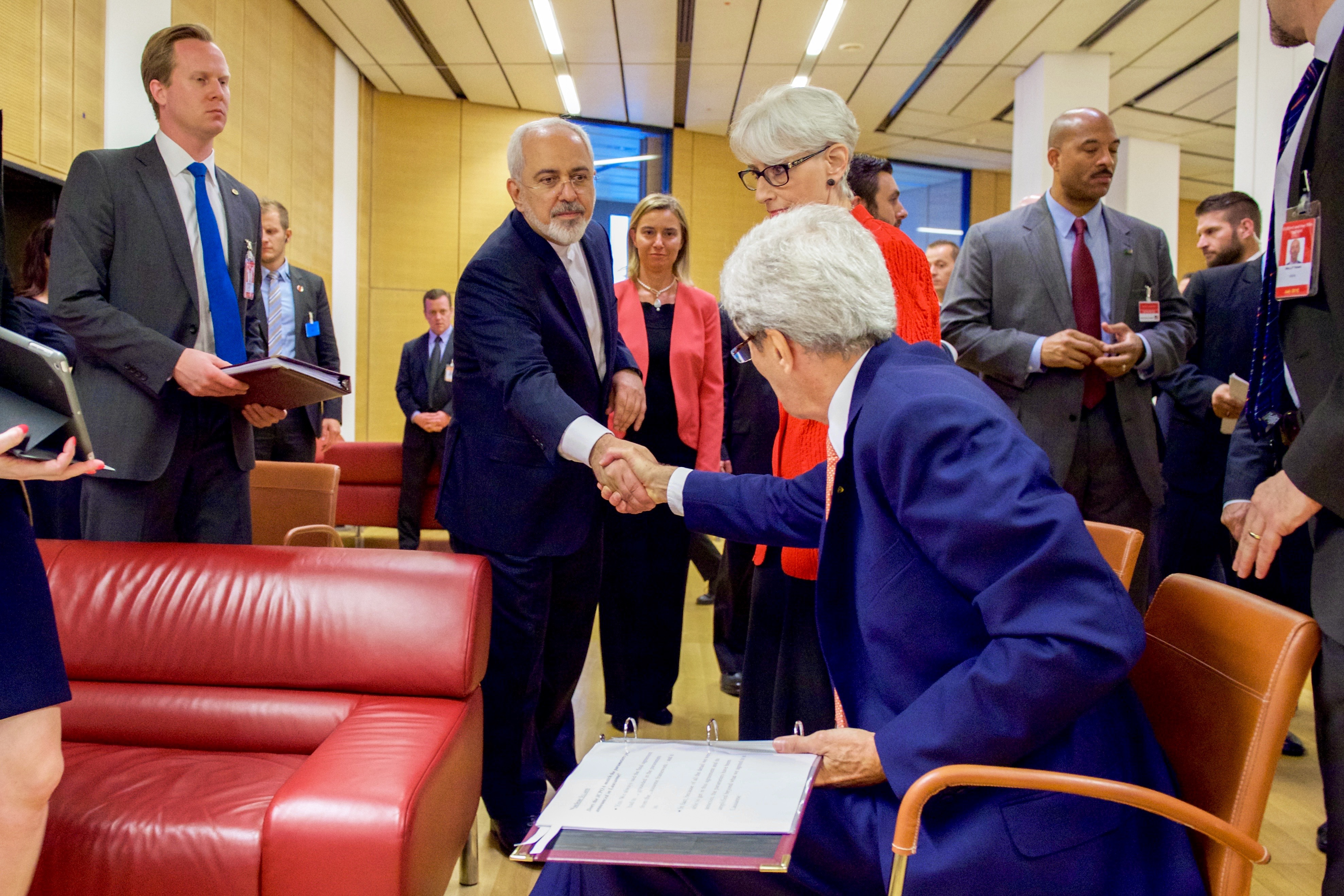
استفاده از زبان انگلیسی به عنوان زبان میانجی میان جواد ظریف وزیر امور خارجه جمهوری اسلامی با جان کری سیاست‌مدار آمریکایی

انگلستان در حوزه انتشار کتاب در جهان با ۵۰۴/۱۰۱ عنوان در سال ۱۹۹۶ از دیگر کشورها پیشی گرفت. گرادول همچنین تأکید می‌کند در بیش از شصت کشور عناوین کتاب به انگلیسی انتشار می‌یابد. رشته فیزیک جزو عناوین کتابی است که عمدتاً در سراسر جهان به انگلیسی منتشر می‌گردد. در زمینه پژوهش و تحقیق، زبان انگلیسی نقش مؤثری ایفا می‌نماید. گرادول با تأکید بر محققان آلمانی که عمدتاً نسبت به کاربرد زبان مادری خود اصرار دارند نشان می‌دهد که انگلیسی را حتی آلمانی‌ها نیز تاکنون خصوصاً در حوزه پژوهش نتوانسته‌اند نادیده بگیرند. گرادول همچنین ۱۲ حوزه بین‌المللی انگلیسی را به این شرح برمی‌شمارد.
- انگلیسی زبان کاری سازمان‌ها و کنفرانس‌های بین‌المللی است.
- انگلیسی امروزه زبان علم و فناوری گشته‌است.
- انگلیسی زبان بانکداری بین‌المللی، امور اقتصادی و تجاری است.
- انگلیسی زبان آگهی تجاری برای برندهای جهانی است.
- زبان محصولات شنیداری - بصری - فرهنگی است.
- زبان گردشگری بین‌المللی است.
- زبان آموزش متوسطه است.
- زبان ایمنی بین‌المللی در هوا و دریاست.
- انگلیسی زبان حقوق بین‌الملل است.
- زبان واسط در ترجمه حضوری و غیرحضوری است.
- زبان انتقال فناوری است.
- زبان ارتباط اینترنتی است.